# Joseph Semachko
Pour les articles homonymes, voir Semachko.
 (mars 2024).
La mise en forme du texte ne suit pas les recommandations de Wikipédia : il faut le « wikifier ».
Les points d'amélioration suivants sont les cas les plus fréquents :
- Les titres sont pré-formatés par le logiciel. Ils ne sont ni en capitales, ni en gras.
- Le texte ne doit pas être écrit en capitales (les noms de famille non plus), ni en gras, ni en italique, ni en « petit »…
- Le gras n'est utilisé que pour surligner le titre de l'article dans l'introduction, une seule fois.
- L'italique est rarement utilisé : mots en langue étrangère, titres d'œuvres, noms de bateaux, etc.
- Les citations ne sont pas en italique mais en corps de texte normal. Elles sont entourées par des guillemets français : « et ».
- Les listes à puces sont à éviter, des paragraphes rédigés étant largement préférés. Les tableaux sont à réserver à la présentation de données structurées (résultats, etc.).
- Les appels de note de bas de page (petits chiffres en exposant, introduits par l'outil «  Source ») sont à placer entre la fin de phrase et le point final[comme ça].
- Les liens internes (vers d'autres articles de Wikipédia) sont à choisir avec parcimonie. Créez des liens vers des articles approfondissant le sujet. Les termes génériques sans rapport avec le sujet sont à éviter, ainsi que les répétitions de liens vers un même terme.
- Les liens externes sont à placer uniquement dans une section « Liens externes », à la fin de l'article. Ces liens sont à choisir avec parcimonie suivant les règles définies. Si un lien sert de source à l'article, son insertion dans le texte est à faire par les notes de bas de page.
- La présentation des références doit suivre les conventions bibliographiques. Il est recommandé d'utiliser les modèles {{Ouvrage}}, {{Chapitre}}, {{Article}}, {{Lien web}} et/ou {{Bibliographie}}. Le mode d'édition visuel peut mettre en forme automatiquement les références.
- Insérer une infobox (cadre d'informations à droite) n'est pas obligatoire pour parachever la mise en page.

Pour une aide détaillée, merci de consulter Aide:Wikification.
Si vous pensez que ces points ont été résolus, vous pouvez retirer ce bandeau et améliorer la mise en forme d'un autre article.
 (mars 2024).
Joseph Semachko (en russe : Иосиф Семашко), né le 5 janvier 1799 dans le village de Pavlivka, près de Kyïv, et mort le 10 septembre 1866 à Vilnius, est métropolite de Lituanie et de Vilnius à partir de 1840. Il est le principal initiateur de l'adhésion forcée des croyants biélorusses et ukrainiens de l'Église de l'Union à l'Église orthodoxe russe. Avec Mikhaïl Mouraviov-Vilenski, il est l'un des principaux dirigeants de la politique de russification de la Biélorussie.

## Biographie
Il est né dans la famille d'un noble ukrainien, devenu prêtre uniate après la naissance du futur métropolitain. En 1816, il est diplômé de l'école de Niemirów, puis, en 1820, il est diplômé du Grand séminaire de luniversité de Vilnius avec une maîtrise en théologie.
Il était prédicateur de la cathédrale et professeur de théologie au séminaire de Loutsk, membre du consistoire de Loutsk. Le 6 octobre 1820, il fut ordonné sous-diacre unique et le 26 décembre de la même année, il fut ordonné diacre. Le 28 décembre 1821, il fut ordonné prêtre. Le 7 janvier 1822, il reçut le grade d'archiprêtre. Il était membre du 2e département du Collège catholique romain (Saint-Pétersbourg), à partir de 1823 - chanoine, à partir de 1825 - prélat-scolastique du chapitre de la cathédrale uniate de Loutsk, resté à Pétersbourg.
En 1827, à la suggestion des autorités russes, il soumet une note au maître de Moscou sur la position de l'Église unioniste et les moyens de son adhésion au Synode gouvernemental de l'Empire russe. Nicolas Ier a approuvé la note, qui est devenue un programme d'actions supplémentaires. Des mesures dans ce sens ont été secrètement élaborées par le ministre de l'Intérieur Bludov avec la participation de Semachka et ont été mises en œuvre sur le terrain sous le contrôle et avec l'aide des autorités russes .
En 1829, il était évêque vicaire de l'archidiocèse unifié d'Amstislavsk de Polotsk. Dans le même temps, il conserva l'adhésion et plus tard la présidence du collège (en 1828, un collège grec-unioniste distinct fut formé). En 1833, il devint évêque au pouvoir de Lituanie. À ce poste, il dirigea les travaux préparatoires à la liquidation de l'Église uniate : il se rendit dans le diocèse, supervisa l'introduction des iconostases et des serviteurs de la presse moscovite dans les églises, la destruction des orgues et la formation des prêtres en la langue russe, etc., ont coordonné les questions d'organisation avec les autorités russes.

## Autodafé des livres liturgiques
En 1832, l'action visant à supprimer les vieux livres liturgiques et autres biélorusses et à les remplacer par ceux de Moscou a commencé. Depuis les églises et les monastères jusqu'au Consistoire spirituel de Polotsk, les éditions des imprimeries biélorusses, parmi lesquelles se trouvaient des œuvres scientifiques et théologiques originales, artistiques et poétiques de la littérature biélorusse, ont été incendiées 
En 1852, Semachko assista personnellement à l'incendie de 1 295 livres trouvés dans d'anciennes églises unionistes. Dans ses « Notes », il rapportait fièrement qu'au cours des trois années suivantes, deux mille volumes supplémentaires avaient été brûlés sur ses ordres ,,.